# Splash Mountain
Splash Mountain est une attraction des parcs Disney. C'est la première attraction de Disney reprenant un classique des autres parcs d'attractions, la rivière en tronc avec chute (en anglais : Log Flume). Disney a revu le concept pour en faire une attraction de « haute qualité » avec une grande précision de détail.
Le 25 juin 2020, Disney a annoncé la rethématisation de cette attraction pour sa version floridienne et californienne en une attraction basée sur le classique d'animation La Princesse Et La Grenouille,.
En 2024, les deux versions américaines de l'attraction ont réouvertes, transformées, sous le nom de Tiana's Bayou Adventure. Seule la version japonaise de l'attraction demeure ouverte,.

## Le concept
Le concept d’origine est dû à l’imagineer Tony Baxter, aussi responsable de Big Thunder Mountain. Il reprend toutefois le principe de la Western River Expedition de Marc Davis datant de 1965 qui devait être construite à l’emplacement de Big Thunder Mountain.
En 1983, lors d’un trajet sur l’autoroute l’amenant à son bureau, Tony Baxter pense aux audio-animatronics de l’attraction America Sings qui allait fermer, et l’idée lui vient de les réutiliser dans l’univers du film de 1946, Mélodie du Sud (Song of the South) de Joel Chandler Harris,. L’association de cette attraction au film Mélodie du Sud est selon Koenig arrivée par accident. Trois facteurs sont à l’origine de ce fait : la nécessité poussée par Dick Nunis de créer une attraction de type bûches, la fermeture de l'attraction America Sings et le manque de visiteurs dans la section Bear Country de Disneyland.
Une grande partie des audio-animatronics d’America Sings ont été rénovés pour être utilisées dans Splash Mountain. Koenig indique qu’environ 75 à 80 personnages ont ainsi été récupérés pour presque rien, tandis qu’une dizaine de nouveaux robots ont dû être construits.
Une croisière emmène le visiteur dans le monde fabuleux décrit par la partie dessin animé du film, jusqu’à la chute finale de 17,5 mètres dans le Briar Patch (carré de bruyère), cachette de Frère Lapin. Les musiques du film ont été incluses dans l’attraction comme Zip-A-Dee-Doo-Dah, How Do You Do et Everybody Has a Laughin' Place. On peut voir des poules, un cochon organiste, une cochonne, un chien guitariste, trois renards, des oies femelles et une oie mâle chantants et dansants sur un bateau à aubes dans la scène finale.

## L'histoire
L'attraction présente des scènes éparses de la partie en animation du film Mélodie du Sud.
Ces morceaux racontent les aventures de Frère Lapin, un malicieux lapin qui abandonne son terrier de Briar Patch pour chercher son coin de paradis.
Malheureusement pour lui, Frère Renard et Frère Ours, les méchants de l'histoire, ont décidé de l'attraper. Frère Lapin se montre plus malin que les deux autres à plusieurs reprises mais à la fin, ils décident de le piéger et de l'emmener à la grotte de Frère Renard dans la colline de Chickapin Hill. C'est du haut de cette colline d'où jaillit une source que Frère Lapin s'échappe de justesse au dernier moment en se jetant dans le Briar Patch.
Ensuite la scène finale célèbre le retour sain et sauf de Frère Lapin, des animaux sont juchés sur un bateau à aubes transformé en salle de spectacle et chantent Zip-A-Dee-Doo-Dah.

## Les différentes attractions
Les attractions en elles-mêmes ne diffèrent pas énormément les unes des autres. Elles sont toujours situées à proximité des Rivers of America dans Frontierland.

### Disneyland
Elle ouvrit dans le land Bear Country qui fut ensuite renommé en Critter Country, situé entre New Orleans Square et les rives de Rivers of America. Elle est construite en deux parties. La première se situe le long du bâtiment accueillant Haunted Mansion et est traversée par le Disneyland Railroad. La seconde est masquée par des décorations sur la droite de l'entrée de l'attraction située derrière la voie de chemin de fer.
L'attraction fut terminée fin 1988 mais plusieurs tests infructueux principalement liés à la capacité des troncs repoussèrent l'ouverture initiale de janvier à juillet 1989. À son ouverture elle était la plus haute attraction de type bûches. Le 7 juillet 1989, une émission spéciale intitulée Ernest Goes to Splash Mountain et produite par Walt Disney Television a été diffusée dans l'émission The Magical World of Disney.
Cette attraction bénéficie du système FastPass
- Ouverture : 17 juillet 1989[5]
- Conception : Walt Disney Imagineering, Hopkins Rides Inc
- Longueur : 735 m
- Point culminant : 29 m[5]
- Superficie du site : 1 ha
- Débit : 70 m3/min
- Durée : 9 min 30 s
- Chute principale : 17,5 m (cinq étages) à 45°[5]
- Vitesse maximale : 70 km/h dans la chute finale
- Taille minimale requise pour l'accès : 1,02 m
- Nombre d'Audio-animatronics : 103[5]
- Troncs :
  - Nombre de troncs : 50 (1988) ; 48, 46 (1989)
  - Personnes par tronc: 8 (1988), 7 (1989-2001), 5 (2002-2004), 6 (2005)
- Budget: 80 millions de $[10]
- Type d'attraction : rivière en tronc avec chute
- Situation : 33° 48′ 44″ N, 117° 55′ 21″ O

Un stand de photos prises dans l'attraction, le Professor Barnaby Owl's Photography Art Studio, a été ajouté à la sortie de l'attraction le 31 janvier 1992.
L'attraction a fermée ses portes le 31 mai 2023, afin de devenir Tiana's Bayou Adventure.

### Magic Kingdom

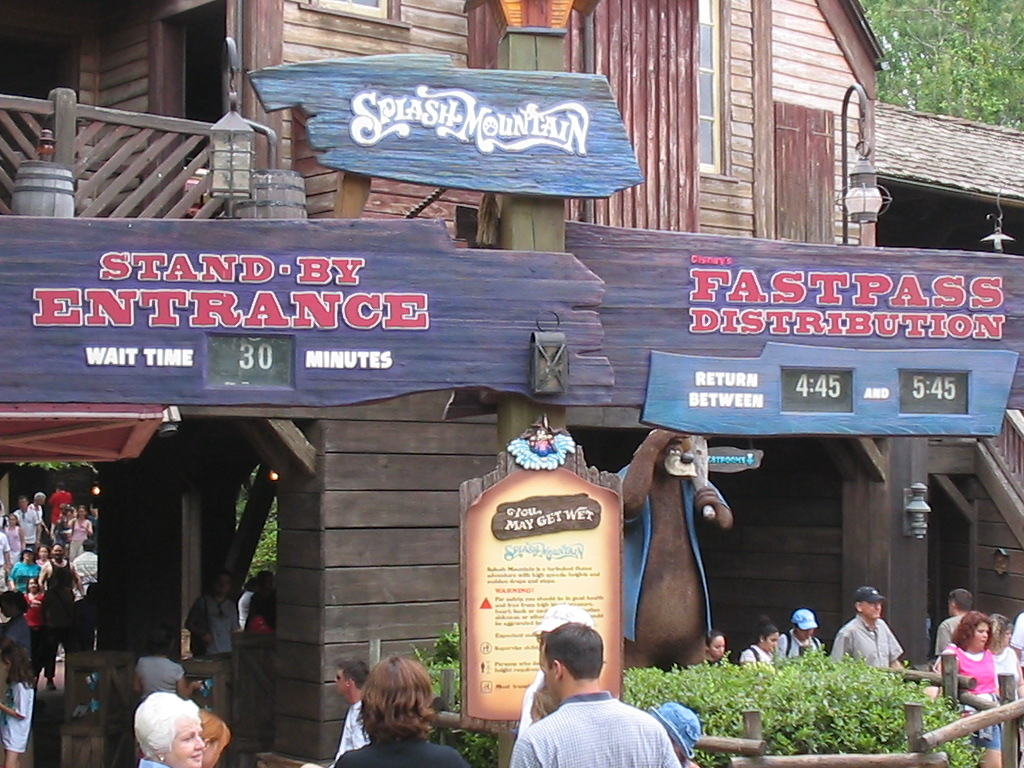
Entrée de l'attraction.

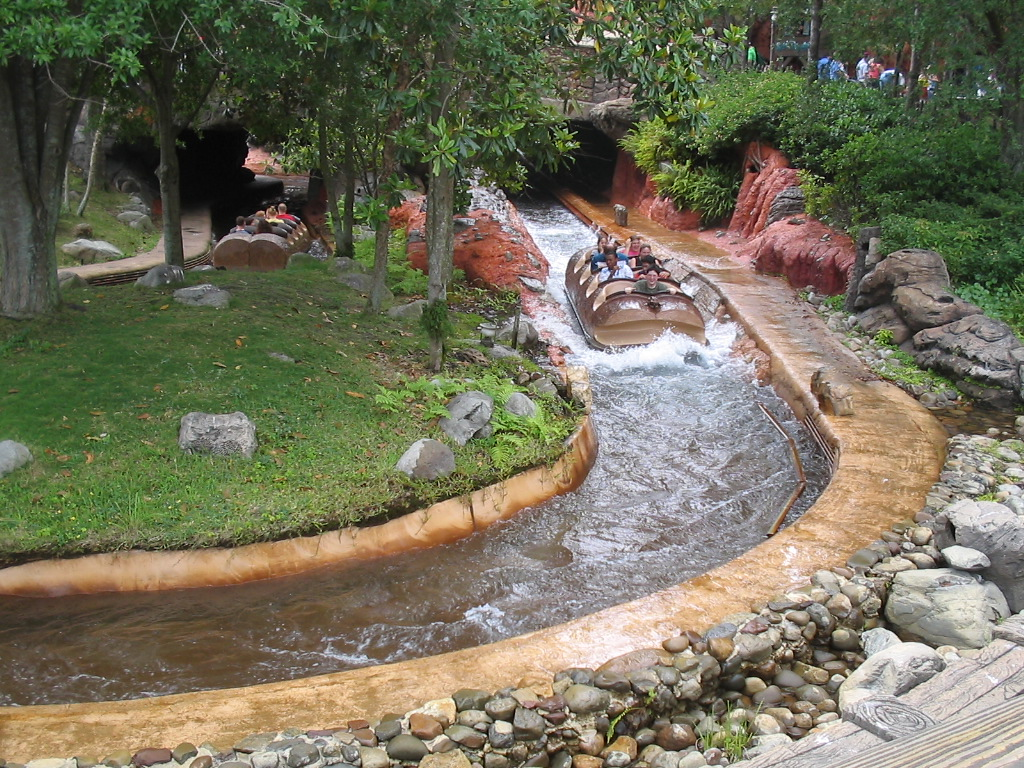
Un virage.

L'attraction est située à Frontierland entre l'entrée d'Adventureland et Big Thunder Mountain. Pour construire l'attraction, Disney dut détruire et reconstruire un peu plus loin la gare du Walt Disney World Railroad datant de 1972. Mais en regardant attentivement, la disposition des deux attractions américaines sont identiques par rapport au parc et au train.
La version de Floride possède toutefois un coude à la fin de la chute un peu plus longue que celle de Disneyland. Il se situe dans les Rivers of America et est visible par les autres visiteurs. De plus la couleur brune sombre de la terre affleurant, plus réaliste pour une colline du sud-est des États-Unis, a été adoucie vers un ocre rouge pour être plus proche de celle de l'attraction Big Thunder Mountain située juste à côté.
Cette attraction bénéficie du système FastPass
- Ouverture : 2 octobre 1992[5]
- Fermeture : 23 février 2023[12]
- Conception : Walt Disney Imagineering, Hopkins Rides Inc
- Longueur : 866 m
- Point culminant : 29 m
- Superficie du site : 3,7 ha
- Débit : 70 m3/min
- Durée : 10 min 30 s
- Chute principale : 17,5 m (cinq étages) à 45°[6]
- Vitesse maximale : 70 km/h dans la chute finale[6]
- Taille minimale requise pour l'accès : 1,02 m
- Nombre d'Audio-animatronics : 68
- Troncs :
  - Nombre de troncs : 56 (1992); 60 (actuellement)
  - Personnes par tronc : huit en quatre rangées de deux
- Type d'attraction : Rivière en tronc avec chute
- Situation : 28° 25′ 09″ N, 81° 35′ 07″ O

Un stand photo, nommé Splashdown Photos, a été ajouté le 1er juin 1993.
L'attraction a fermée ses portes le 23 janvier 2023, afin de devenir Tiana's Bayou Adventure.

### Tokyo Disneyland

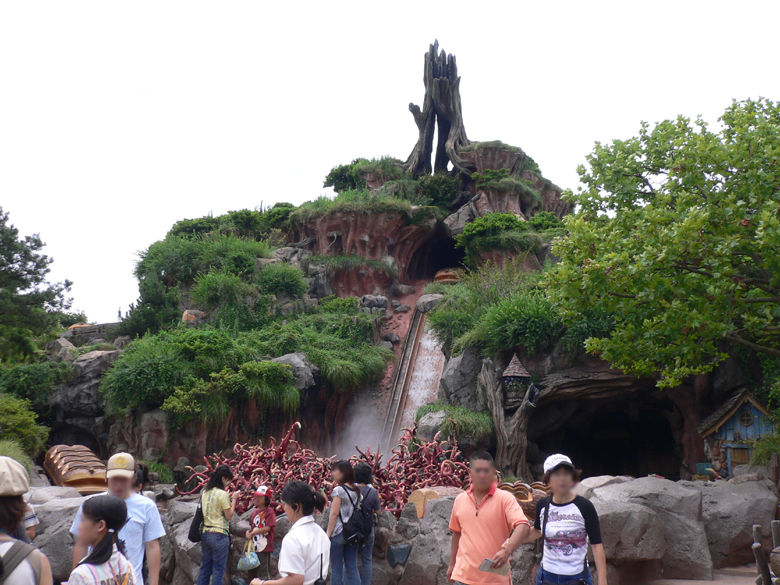
La descente

La version de Tokyo Disneyland se rapproche beaucoup par ses caractéristiques de celle de Floride mais par rapport à ses cousines américaines, elle est disposée comme si c'était le reflet dans un miroir. Elle a été construite comme à Disneyland le long de Haunted Mansion et des Rivers of America. Mais au Japon, Haunted Mansion est située dans Fantasyland et donc Splash Mountain est sur la droite de Frontierland. Le land Critter Country fut ouvert en même temps que l'attraction, et inclut en plus Beaver Brothers Explorer Canoes.
Cette attraction dispose du système Disney Premier Access (autrefois Fast Pass).
- Ouverture : 1er octobre 1992[5],[13]
- Conception : Walt Disney Imagineering
- Longueur : 933 m
- Point culminant : 33 m
- Durée : 10 min 30 s
- Chute d'eau principale : 17,5 m (5 étages) à 45°
- Vitesse maximale : 70 km/h dans la chute finale
- Taille minimale requise pour l'accès : 1,02 m
- Troncs :
  - Nombre de troncs : 60
  - Personnes par tronc : 8 en 4 rangées de 2
- Situation : 35° 37′ 51″ N, 139° 52′ 59″ E

## Projet non réalisé
Jeff Burke, Show Producer (responsable) de Frontierland, déclare que le projet de Splash Mountain est souvent venu durant la conception et la construction du parc en France. Certains Show Producers l'imaginaient à Fantasyland car il s'agit de l'histoire d'un dessin animé, d'autres à Frontierland car il présente un aspect western. Le climat et le coût que cela engendre ont aussi été abordés. Des imagineers évoquaient une version identique à celles aux États-Unis et au Japon pour le beau temps et un parcours couvert pour l'hiver. Aucune solution n'a été trouvée et l'attraction n'est restée qu'un projet.
En 1993, au début des problèmes financiers de Euro Disney SCA, des rumeurs ont circulé concernant l'ouverture possible de cette attraction au bout de Frontierland. Le film sur lequel est basée l'attraction est inconnu du public européen de nos jours et n'a jamais eu en Europe le succès qu'il a connu aux États-Unis[réf. nécessaire].
Cet emplacement aurait été judicieux afin d'attirer les visiteurs vers ce cul-de-sac du parc et la gare du Disneyland Railroad, mais dès 1994 un théâtre à ciel ouvert puis couvert, le Chapparal Stage fut construit à cet emplacement. De plus le quai d'entretien des bateaux Mark Twain et Molly Brown se situe derrière la salle de spectacle.
Aujourd'hui, l'ajout de cette attraction à Disneyland Paris incarne l'un des très célèbres serpents de mers, souvent au centre des discussions chez les passionnés. Une attraction au concept similaire, sur le thème du film d'animation Le Roi Lion, a été annoncée en 2024 pour le second parc de la destination Disney Adventure World.